# Душан Гојков
Душан Гојков (Београд, 11. август 1965) српски и југословенски је радиофонски редитељ, драматург, песник, приповедач, романописац. Оснивач и главни и одговорни уредник Балканског књижевног гласника. Први генерални секретар Цинцарског ПЕН-а (PEN Armãn) од септембра 2021. до априла 2025, кад је иступио из PEN International.

## Биографија
Школовао се у Београду, Паризу и Лондону. Школу радиофонске режије BBC завршио у Лондону 1985.
Године 1970. примљен у Драмски студио Радио Београда, и радио као спикер и глумац у дечијим емисијама до 1980, кад прелази у Драмски програм Радио Београда. У то време радио и као глумац у КПГТ-у, Атељеу 212, програмима на телевизији, као и на филму. Режирао, писао и изводио музику за неколико позоришних представа.
Од 1984. у Радио Београду, као репортер Јутарњег програма, потом, од 1985. као уредник. У истом периоду радио у Културној редакцији недељника НИН. 1990-1991. уредник у Радио Телевизији Политика, потом новинар – репортер у тв станици YUTEL. Од 1992. уредник књижевне редакције Радија Б92, од 1994. до 1999. поново уредник у Радио Телевизији Политика. Основао Драмски програм Радио станице „Политика“, и режирао више од две стотине педесет радиофонских комада. Режирао драме Есхила, Софокла, Еурипида, Аристофана, Плаута, Теренција, Шекспира, Расина, Молијера, Чехова, Стриндберга, Нушића, Крлеже и многих других. Ипак, већину радио драма режирао је по сопственим текстовима. Творац жанра „радиофонски есеј“. Снимио педесетак телевизијских документарних филмова о историји „Политике“ и Београда. 1999. писао о коњичком спорту и извештавао са коњских трка за дневни лист "Борба".
Од 1994. главни и одговорни уредник првог електронског часописа за књижевност и уметност, Балканског књижевног гласника.
Један од оснивача и први уредник програма Београдског читалишта и Књижевног клуба Jazzbina.
Један од оснивача и од 2021. до 2025. генерални секретар Цинцарског ПЕН центра (PEN Armãn, чланице PEN International).
Писао на српскохрватском, француском и енглеском језику. Са српскохрватског преводио на енглески и француски језик, са енглеског, француског, латинског и грчког преводио на српскохрватски.
За Радио Београд и „Политику“ извештавао из тридесет седам земаља.
Један од оснивача Теравада будистичке заједнице у Србији.
Објављивао у периодици:
Балкански књижевни гласник–Balkanski književni glasnik, Београд, Србија; Борба, Београд, Србија; Both Sides Now, Тајлер, Тексас, САД; Copenhagen Review, Копенхаген, Данска; Градина, Ниш, Србија; Jellyfish Whispers, Дејтона Бич, Флорида, САД; Кошава, Вршац, Србија; Knjigomat, Загреб, Хрватска; Књижевна реч, Београд, Србија; Књижевне новине, Београд, Србија; Libartes, Београд, Србија; Lirikon, Велење, Словенија; Locutio, Марибор, Словенија; Наш траг, Велика Плана, Србија; Penny Ante Feud, Чарлстон, Јужна Каролина, САД; Политика, Београд, Србија; Путеви, Бања Лука, БиХ; Pesmi, izbor iz srbske poezije, Копер, Словенија; Primorska Srečanja, Нова Горица, Словенија; Radio Gornji grad, Загреб, Хрватска; Реч, Београд, Србија; Свеске, Панчево, Србија; The Criterion, Мумбај, Индија; The Missing Slate, Исламабад, Пакистан; World Poetry Yearbook –英文版世界诗歌年鉴目录, Шангај, Кина; Zarez, Загреб, Хрватска; Zetna, Сента, Србија; 100 Илјади поети за промена, Струга, Македонија.
Преводиоци: Данијела Камбасковић, Маида Салкановић, Данијела Јовановић (на енглески); Александар Шајин (на дански); Клара Àнтал, Илéш Фехéр (на мађарски); Жељко Перовић, Фрањо Франчич, Андреја Вукадин, Марјан Пунгартник (на словеначки); Игор Исаковски (на македонски); Жанг Жижонг (на кинески); Миреј Робен (на француски). 
Оснивач Балканског књижевног гласника, 1994. године. Као главни и одговорни уредник БКГ потписао шездесетак бројева електронског часописа, педесет четири штампане и седамдесет две електронские књиге.
Члан Балканског књижевног друштва, Удружења књижевника Србије, Хрватског књижевног друштва, Удружења новинара Србије, Независног удружења новинара Србије.
Милица Илић компоновала камерну музику по поезији Душана Гојкова; изведена у сали Београдске филхармоније 26. септембра 2019:  Маја Михић, клавир, Немања Станковић, виолончело, Марко Пантелић, баритон.

## Награде
- Награда "International Best Poet Prize 2021", The International Best Poets & Translators, International Poetry Translation and Research Centre (2021 年度国际最佳诗人暨翻译家评选揭晓 最佳诗人), Шангај, Кина
- Награда "Димитрије Митриновић", Ars Longa, Београд, за животно дело - пројекат Балканског књижевног гласника, 2009;
- Награда "Исток-Запад" за роман године, „Писање по води“, Народна библиотека Зајечар, 2006;
- Награда "Jazzbina", Jazzbina 1993;
- Награда "Лаза К. Лазаревић" за кратку прозу, Народна библиотека Шабац, 1993.
- Номинован за награду "Волтер" (Prix Voltaire), International Publishers Association, 2024.

## Селективна библиографија
- Гранд Хотел, кратке приче. 1993.  978-86-7981-004-5.
- Слепи путник, роман. 1994.  978-86-7583-032-0.
- Европа плеше, радиофонски есеји, 1995, 1996; COBISS.SR-ID 214612236
- Фотографије гласова и Утуљена баштина, документарно-драмски радиофонски есеји, 1997; COBISS.SR-ID 214724876
- , изабрани есеји, 1997;
- , роман. 1998.  978-2-911241-11-6.
- Општа места – један паралитерарни хербаријум, роман. 1998.  978-86-07-00026-5.
- Албум фотографија 1991 – 1993., роман. 2003.  978-86-87327-03-0.
- Лака, црна земља, дуодрама, (coll.), 2005. COBISS.SR-ID - 191584524
- Писање по води, роман, (coll.). 2006.  978-953-55322-1-7.
- , поема. 2012.  978-1-4660-5923-8.
- , поема, 2012.
- Потиштеност, роман. 2012.  978-86-86673-40-4.
- Тужне шансоне, сабране песме. 2013.  978-86-86673-38-1.